# Dimitar Bodurov
Dimitar Bodurov (* 17. September 1979) ist ein bulgarischer Jazzmusiker (Piano, Komposition), der seit 2000 in den Niederlanden lebt und arbeitet.
Bodurov studierte zunächst am Konservatorium in Sofia, bevor er seine Studien zwischen 2000 und 2004 am Rotterdams Conservatorium fortsetzte. Er graduierte an der Codarts Academy Rotterdam als Bachelor in Jazz-Piano und Kompositionslehre sowie mit einem Masterabschluss in Jazzklavier.
Bodurov spielt Modern Jazz, der mit Einflüssen der Bulgarischen Volksmusik und der Klassik durchsetzt ist. Er leitete ein Trio mit Mihail Ivanov (Kontrabass) und Jens Düppe (Schlagzeug). 2012 komponierte er Lilith, das von Claron McFadden auf dem Holland Festival uraufgeführt wurde; er hat auch Kompositionsaufträge für den berühmten Frauchenchor Le Mystère des Voix Bulgares erhalten. Weiterhin begleitet er die Sängerin Margriet Sjoerdsma. Auch arbeitete er mit Randy Brecker, Didier Lockwood, Svetlin Rouseev und The Bulchemists.

## Diskographie (Auswahl)
- Bodurov – Düppe – Heineking: Melatonic (Acoustic Records 2004)
- Bodurov Trio Resumption Suite (2004, live)
- Stamps from Bulgaria, solo piano (2006)
- Bodurov Trio Stamps from Bulgaria 2008 (Challenge Records 2008)
- Bodurov/Düppe Neofobic, (Gubemusic 2010)
- Bodurov Trio Seven Stamps featuring Theodosii Spassov (Challenge Records 2013)
- Ivan Shopov, Dimitar Bodurov Coalescence (Etheraudio Records 2020)
- Senkya Padna (Optomusic 2022, mit Mihail Ivanov, Jens Düppe sowie Purva Barenkova, Sibina Radenkova)

## Belege
1. ↑  Musiker-Kurzbiografie (Seite nicht mehr abrufbar, festgestellt im November 2024. Suche in Webarchiven)  Info: Der Link wurde automatisch als defekt markiert. Bitte prüfe den Link gemäß Anleitung und entferne dann diesen Hinweis. beim Radar-Festival in Varna, Bulgarien, abgerufen am 18. März 2019.

| Personendaten    | Personendaten                                 |
| ---------------- | --------------------------------------------- |
| NAME             | Bodurov, Dimitar                              |
| KURZBESCHREIBUNG | bulgarischer Jazzmusiker (Piano, Komposition) |
| GEBURTSDATUM     | 17. September 1979                            |